# 拉蒙機場
拉蒙机场（希伯來語：‎，阿拉伯语：مطار رامون）是位於以色列南部提姆纳河谷埃拉特以北18公里處的一个国际机场，機場名稱來自於伊兰·拉蒙。拉蒙机场是以色列第二大机场，仅次于本-古里安国际机场。該機場有個3600米長的跑道，于2019年1月21日正式启用。